# O Machão
O Machão (também chamada O Machão - Um Exagero de Homem) é uma telenovela brasileira produzida e exibida pela extinta Rede Tupi, de 5 de fevereiro de 1974 a 15 de abril de 1975, às 20h30, em 371 capítulos. 
Foi escrita por Sérgio Jockyman e Dárcio Ferreira, com argumento de Ivani Ribeiro e direção de Luiz Gallonm e Edson Braga. Foi inicialmente transmitida em preto-e-branco e passou a ser exibido em cores, no dia 1º de julho de 1974.
A telenovela foi baseada na novela A Indomável - também escrita por Ivani -, que foi exibida pela extinta TV Excelsior, em 1965, que era baseada na obra teatral A Megera Domada, de William Shakespeare. Os primeiros capítulos foram reaproveitados, como se fosse um remake, desde, que Jockyman assumiu o texto e transformou a telenovela, no seu maior sucesso na televisão.
Dos 371 capítulos originalmente exibidos, apenas 18 foram preservados, estando sob a guarda da Cinemateca Brasileira.
Contou com Antônio Fagundes, Maria Isabel de Lizandra, Irene Ravache, Lisa Vieira, João José Pompeu, Rogério Márcico e Flávio Galvão nos papéis principais.

## Sinopse
O rude e determinado Julião Petruchio, na iminência de perder suas terras numa dívida, recebeu uma missão aparentemente impossível: domar a megera Catarina, uma moça temperamental que tem aversão por homens e casamento. Feminista convicta na rígida moral da Década de 20, a moça faz de tudo para espantar todos os seus pretendentes, que são vários, pois é filha de Batista, um rico fazendeiro do café que pagará uma fortuna a quem desposar sua filha.
Por isso a ardilosa Dinorá, sabendo da situação de Petruchio, sobrinho de seu submisso marido Cornélio, lhe propõe conquistar Catarina em troca do pagamento de suas dívidas. É essa também a maneira que Dinorá encontrou para casar seu irmão mais novo, Heitor, com a caçula dos Batista, Bianca. A jovem moça está apaixonada, mas o pai só permite o namoro entre ela e Heitor depois que Catarina se casar.
Mas não será fácil para o machão Petruchio dobrar a indomável Catarina, mesmo depois que se descobrem apaixonados um pelo outro.

## Elenco
- Antônio Fagundes - Julião Petruchio
- Maria Isabel de Lizandra - Catarina Batista
- Irene Ravache - Dinorá
- João José Pompeo - Cornélio Valente
- Rogério Márcico - Batista
- Flávio Galvão - Edmundo
- Lisa Vieira - Bianca
- Jacques Lagôa - Heitor (Heitorzinho)
- Etty Fraser - Mimosa
- Abrahão Farc - Calixto
- Clarisse Abujamra - Santuza
- Cleyde Ruth - Candinha
- Edgard Franco - Celso
- John Herbert - Mário Maluco
- Roberto Bolant - Inácio
- Elias Gleizer - Comendador Stromboli
- Liana Duval - Lulu Abrantes
- Walderez de Barros - Serafina
- Riva Nimitz - Rosa
- Yara Lins - Dona Josefa
- Marcos Plonka - Fritz Von Schnapps
- Older Cazarré - Basílio Cizânio
- Ruthinéa de Moraes - Leonor
- Tereza Sodré - Jandira
- Clenira Michel - Zozó (Zoraida)
- Henrique César - Rachid
- Chico Martins - Armando
- Paulo Hesse - Dr. Valcourt
- Felipe Levy - Dr. Osvaldo
- Nicole Puzzi - Aretuza
- Odair Toledo - Buscapé
- Indianara Gomes - Lúcia
- Jack Militello - Delegado
- Meire de Carvalho - Empregada
- Ricardo Petráglia
- Vera Paxie
- Íris Bruzzi
- Sebastião Campos
- Eugênia Di Domênico
- Kleber Afonso
- Michele Moren
- Dirce Militello
- Tyhana Perckle
- Karin Rodrigues
- Gilbert
- Suzy Camacho - Neta de Catarina e Petruchio
- Marco Antônio Apud - Neto de Catarina e Petruchio

## Trilha sonora
1. "Little Darling" - Ray Oliver (tema de abertura)
2. "Someday You'll Be Sorry" - Louis Armstrong
3. "Yer Sir, That's My Baby" - Victor Silvester
4. "André de Sapato Novo" - Orquestra Chantecler
5. "La Cumparsita" - Pedro Garcia & His Orchestra Versalles (tema de Cornélio e Dinorá)
6. "Poor Butterfly" - Sidney Bowman
7. "Five Foot Two" - Brazilian Jazz Stompers
8. "Boneca" - Rosario de Caria
9. "I'm Sit Right Down & Write Mylself a Letter" - Brazilian Jazz Stompers
10. "Valsa da Meia-Noite" - Banda Chantecler
11. "Solace" - Chris Simon
12. "When The Saints Go Marchin'in" - Brazilian Jazz Stompers

Dream - The Mills Brothers
- Sonoplastia: Otávio Jr.
- Direção de produção: Cayon Gadia